# Mohammad Ghazi al-Jalali
Mohammad Ghazi al-Jalali (in arabo محمد غازي الجلالي‎?; Damasco, 22 marzo 1969) è un politico e ingegnere siriano, primo ministro della Siria dal 14 settembre 2024 al 10 dicembre 2024 e già ministro delle comunicazioni e della tecnologia dell'informazione dal 27 agosto 2014 al 3 luglio 2016.
Dall'8 al 10 dicembre 2024, al-Jalali era di fatto la figura politica più alta in carica, dopo la fuga del presidente Bashar al-Assad.

## Biografia
Nato a Damasco nel 1969, al-Jalali si è laureato in ingegneria civile presso l'Università di Damasco nel 1992.